# Samarkand Sulci
Samarkand Sulci è una regione di Encelado, un satellite naturale di Saturno con delle scanalature nel terreno, è situata a 30,5° latitudine nord e 326,8° longitudine ovest ed è lunga 383 chilometri.
È stata individuata dalla sonda Voyager 2 e in seguito è stata fotografata dalla sonda Cassini.

## Descrizione
Samarkand Sulci consiste di tre parti. Le estensioni ad est e a sud confinano rispettivamente con il lato ovest e il lato nord di Sarandib Planitia. le parti più a nord si estendono su un terreno pieno di crateri.
Usando le immagini della Voyager 2, Kargel e Pozio (1996) scoprirono che le estensioni a nord e a sudest di questa zona sono come due zone distinte di con differenti origini ed età. le parti sovrastanti Sarantib Planita sono caratterizzate da sinuose dorsali montuose alte 1-1.5 km, giacenti dentro i loro avvallamenti. Kargel e Pozio ipotizzarono che queste potessero essere cinte ripiegate, simili a quelle dei Monti Appalachi del nord America.  Si è scoperto che la parte nord di Samarkand Sulci è costituita da fratture lineari, che fanno ritenere  originata da una compressione e piegatura delle cinte, infatti la zona nord di Samarkand Sulci può essere una fenditura di allargamento.
Basandosi sull'analisi del numero dei crateri in tutte le aree di Samarkand Sulci, Kargel e Pozio (1996) ipotizzarono che la fenditura si sia formata prima delle dorsali.
Recenti immagini della sonda Cassini mostrano porzioni della Samarkand Sulci ad una risoluzione maggiore di quelle della Voyager 2. Numerose dorsali parallele sono state individuate nelle estensioni a sud e a est della zona, sebbene numerose dorsali sembrano essere difetti del chevron. Così come Kargel e Pozio (1996) trovarono che parte di questa cresta si trova in mezzo al suo avvallamento, striature nette circondano le dorsali in parecchie regioni. Sul punto più ad est della Samarkand Sulci, Queste Frammentazioni iniziono a convergere dove scompaiono le cinture delle dorsali, formando stretti canyon. Fu osservata anche la parte nord della Samarkand Sulci. Questa regione appare non consolidata con parecchi crateri, come Ahmad e Peri-Banu, e sembra essere staccata di netto oppure straripata da questa porzione della Samarkand Sulci.
Vicino al bordo meridionale della Samarkand Sulci a 500-750 metri dentro questa sono state esservate curiose macchie scure situate lungo le creste delle dorsali. è possibile che quei punti siano crateri vulcanici.
La Samarkand Sulci prende il nome da un paese citato nella raccolta di novelle Le mille e una notte. 